# François-Virgile Dubillard
François-Virgile Dubillard (16 de fevereiro de 1845 em Soye perto de Besançon . França - 1 de dezembro de 1914 em Chambéry ) foi um cardeal da Igreja Católica e Arcebispo de Chambéry 1907-1914.
Ele foi feito cardeal em 1911 pelo Papa Pio X . Ele estava doente demais para participar do conclave de 1914 .